# João Pedro de Godoy Moreira
João Pedro de Godoy Moreira (Amparo, 22 de dezembro de 1836 - Pedreira, 9 de julho de 1913), foi proprietário rural brasileiro e fundador da cidade paulista de Pedreira.

## Biografia
Filho de João Pedro de Godoy Moreira, seu 2º casamento, com Ana Franco da Cunha, tradicionais famílias da antiga Capitania de São Vicente, descendia por seu pai do Capitão Marcelino de Camargo – irmão do Capitão Jerônimo de Camargo, fundador de Atibaia/SP. Foi, por sua meia irmã Maria Pires de Avila (1º casamento de seu pai na cidade de Bragança Paulista, em 1811, com Ignacia Pires de Avila), tio do Capitão Damásio Pires Pimentel, prefeito de Amparo de 1897 a 1899.
Seu pai já possuía, na primeira metade do século XIX, extensa área de terras na cidade de Amparo, às margens do rio Jaguari, região em que construiu, em 1834, sua residência (imóvel tombado pelo Património Histórico e que, atualmente, é a sede da Prefeitura de Pedreira na Praça Epitácio Pessoa, 3 - clique aqui para ver a casa), local de nascimento do seu filho, do 2º casamento, João Pedro.
João Pedro de Godoy Moreira (filho), que foi casado com Francisca Eugenia Alves Moreira, adquire, em 1887, à José Pedro Arruda um sítio cafeeiro, parte da Fazenda Santa Ana e o incorpora à sua “Fazenda Grande”. Inicia, logo a seguir, o loteamento de parte de suas terras e efetuando o seu arruamento, começa, por assim dizer, o povoado de Pedreira que, a partir de 1889 é elevado a categoria de Vila.
O casal João Pedro e Francisca Eugenia não deixou descendencia.
A origem do nome Pedreira deriva do fato desse ramo da família Godoy Moreira ter, entre seus integrantes, vários Pedros, João Pedro – pai e filho – e os irmãos Jose Pedro (doador do terreno onde foi construída, em 1875, a Estação da Companhia Mogiana de Estradas de Ferro - clique aqui para ver a estação), Antonio Pedro e Bento Pedro.
Em homenagem ao fundador existem, em Pedreira, varios locais que remetem à lembrança o nome do Coronel João Pedro de Godoy Moreira.